# Байдалаков, Виктор Михайлович
Виктор Михайлович Байдалаков (19 апреля 1900, Конотоп — 1967, Вашингтон, США) — русский политический и военный деятель, участник Гражданской войны и Белого движения на Юге России. Идеолог части русской эмиграции, активный участник НТС, основатель и первый руководитель Национального трудового союза нового поколения (1931—1955). Автор воспоминаний «Да возвеличится Россия, да погибнут наши имена».

## Биография

### Первые годы и участие в Гражданской войне
Родился 19 апреля 1900 года в семье донского казака, преподавателя гимназии в Конотопе. После Елисаветградского кавалерийского училища был выпущен в Изюмский 11-й гусарский полк в чине корнета. Принял участие в Гражданской войне в составе Донской армии, переименован в хорунжии. Эвакуирован в Галлиполи с частями Русской армии в ноябре 1920 года.

### Политический деятель эмиграции
Участник Галлиполийского сидения. Позже переехал в Югославию, где сначала работал чернорабочим. В 1929 году окончил химическое отделение Белградского университета, получил квалификацию инженера-химика. В 1928 году был избран председателем правления Союза Русской Национальной Молодежи (СРНМ), объединившего кружки национальной молодежи Югославии и Болгарии. На съезде в Белграде СРНМ вошел в состав Национального Союза Нового Поколения (позже ставшим НТС — Народно-трудовым союзом российских солидаристов), и В. М. Байдалаков был на нем избран членом Совета и Исполнительного Бюро. С начала 1934 до начала 1955 года — председатель Совета Национального трудового союза нового поколения. С начала Второй мировой войны, опровергая позиции обеих господствующих в Белой эмиграции групп — оборонцев и пораженцев — выдвинул лозунг: «Ни со Сталиным, ни с иноземными завоевателями, — а со всем русским народом».
Осенью 1941 года вместе с другими представителями руководства НТС переехал из Белграда в Берлин, где продолжал руководить работой НТС в эмиграции и на оккупированных немцами территориях СССР. В 1944 году был арестован гестапо, находился в заключении в берлинских тюрьмах и концлагере Заксенхаузен. В апреле 1945 года был освобожден по ходатайству Андрея Власова.

### После второй мировой войны
После войны проживал в Германии, затем выехал в США. В январе 1952 года на очередном съезде Совета НТС был лишен звания председателя Исполнительного бюро, а в 1955 году был исключен из НТС за «тяжелое нарушение духа и буквы союзной конституции — Устава НТС… и… попрание доверия». В январе 1956 года основал «Российский национально-трудовой союз», просуществовавший до апреля 1966 года. Последние годы преподавал русский язык в Джорджтаунском университете. Скончался в Вашингтоне 17 июля 1967 года.

## Публикации
- Байдалаков В. М. Да возвеличится Россия, да гибнут наши имена: воспоминания председателя НТС: 1930—1960 гг.. — Москва: Авуар Консалтинг, 2002. — 119 с. ISBN 5-93347-080-5